# 1388 Афродита
1388 Афродита је астероид главног астероидног појаса. Приближан пречник астероида је 25,22 ,
а средња удаљеност астероида од Сунца износи 3,016 астрономских јединица (АЈ).
Инклинација (нагиб) орбите у односу на раван еклиптике је 11,180 степени, а орбитални период износи 1913,988 дана (5,240 година). Ексцентрицитет орбите астероида износи 0,094.
Апсолутна магнитуда астероида износи 8,9 а геометријски албедо 0,131.
Астероид је откривен 24. септембра 1935. године.